# Shanghai Club Building

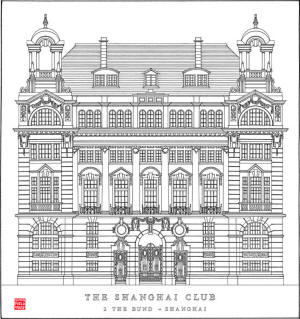
Shanghai Club, el Bund, Shanghái (Alzado)

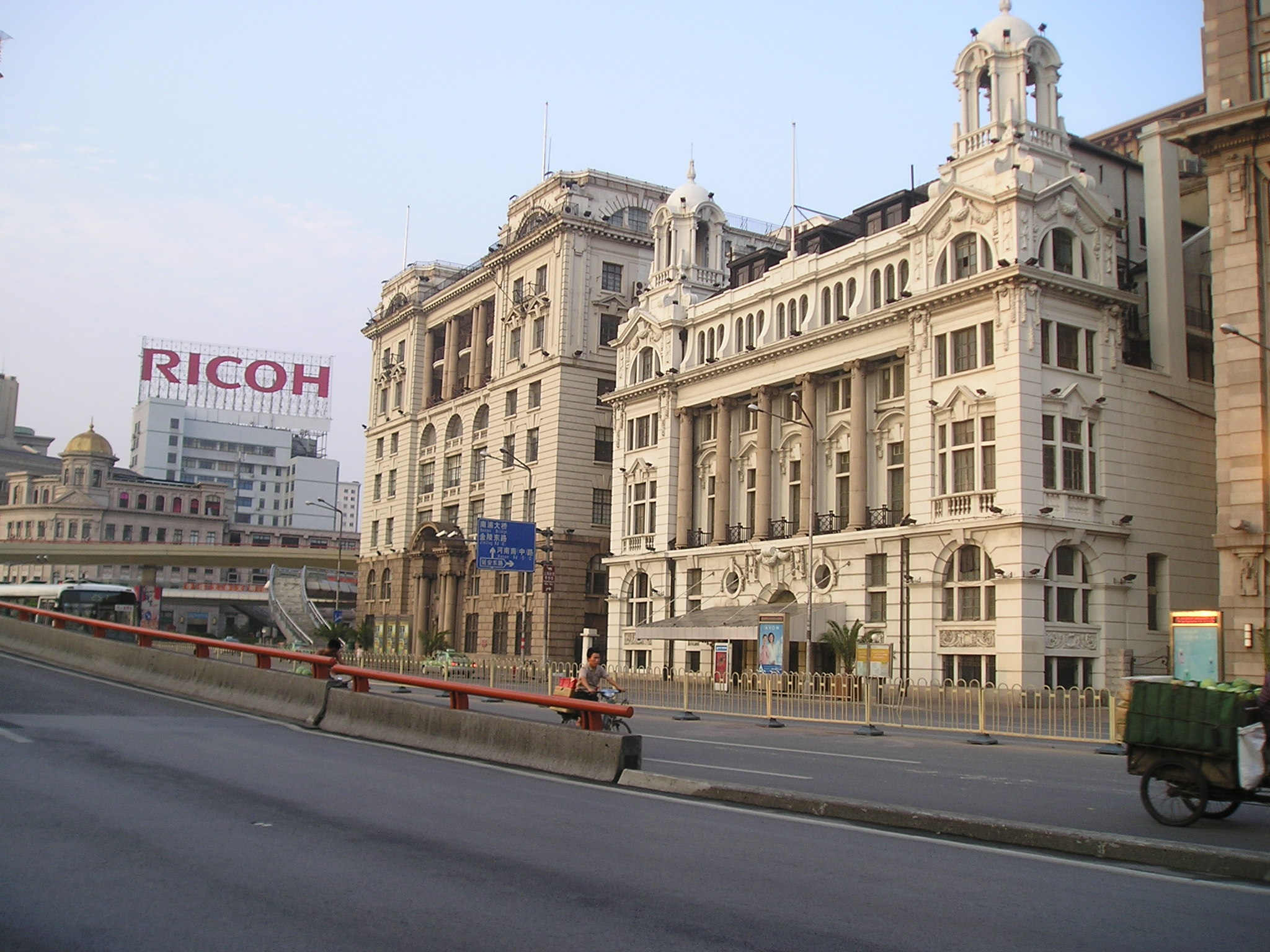
El Shanghai Club Building en la derecha

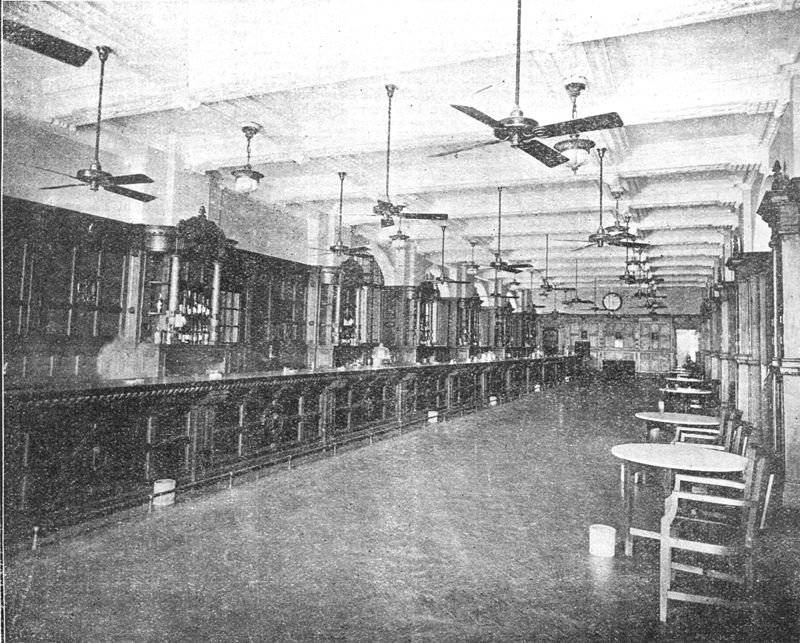
La famosa "Barra larga" del Shanghai Club en 1912

El Shanghai Club Building es un edificio neobarroco de seis plantas situado en el número 2 del Bund, en Shanghái, China. Albergó uno de los clubes de caballeros más importantes de Shanghái, y después de 1949 fue usado por varios clubs y hoteles. Actualmente forma parte del Waldorf-Astoria Hotel de Shanghái.

## Estructura
El edificio actual abrió en enero de 1910. La superficie de la planta baja es de 1811 m², con una superficie total de 9280 m². La fachada principal del edificio tiene un diseño tripartito: la sección intermedia contiene seis columnas jónicas, y La sección superior tiene dos cúpulas simétricas de estilo barroco, con intrincados detalles esculpidos. El arquitecto fue H. Tarrant. El diseño interior corrió a cargo del arquitecto japonés Shimoda Kikutaro (en japonés: 下田菊太郎). El elemento más famoso del interior es una barra de mármol negra y blanca de 34 metros de longitud, llamada "the long bar" (la barra larga).

## Historia
El Shanghai Club era el club de caballeros más importante para residentes británicos de Shanghái, y se fundó en 1861. El club se llamaba originalmente "The Correspondent's Club". En 1864, se construyó en esta parcela un edificio para el club, que era de ladrillo rojo y tenía tres plantas. El Presidente de los Estados Unidos Ulysses S. Grant se alojó aquí cuando visitó Shanghái en 1879. En 1905, el club decidió reconstruir su edificio. 
En 1909, se demolió el antiguo edificio y se sustituyó con uno nuevo, que tenía seis plantas y una estructura de hormigón armado en estilo neobarroco. Este nuevo edificio abrió en enero de 1910. En su apogeo, en las décadas de 1920 y 1930, era el club más exclusivo de Shanghái.    
La segunda planta era famosa por la "Long Bar", que era una barra de caoba sin pulir con forma de L que medía 33,7 m por 11,9 m. Era famosa por ser la barra más larga del mundo en aquel tiempo. Noël Coward dijo que, apoyando su mejilla en ella, podía apreciar la curvatura de la Tierra. También había cuarenta habitaciones en las plantas segunda y tercera. 
La afiliación al club estaba restringida a varones blancos de clase alta. Incluso la famosa barra de 34 metros en la segunda parte estaba sujeta a una estricta jerarquía: el extremo de la barra que estaba frente al Bund era exclusivo para tai-pans y banqueros. La categoría social iba descendiendo según uno recorría la longitud de la barra. En la primera planta se situaba un Gran Salón italiano, con techos de más de cuatro metros de altura, soportados por enormes columnas jónicas. Este salón terminaba en una escalera curvada de mármol, donde dos ascensores llevaban a los miembros a las plantas superiores. Allí estaban todos los requisitos de un club de caballeros: una sala para fumadores, una biblioteca (de la que se decía que tenía más volúmenes que la Biblioteca Pública de Shanghái), una sala de billar, un comedor y habitaciones en las dos plantas superiores para los miembros residentes.
Cuando estalló la Guerra del Pacífico en 1941, se cerró el Shanghai Club y fue ocupado por los japoneses hasta el final de la guerra. En 1949 el edificio fue expropiado por el nuevo gobierno comunista de la ciudad, y se convirtió en el International Seamen Club, para marineros extranjeros. En 1971, se convirtió en el Dongfeng Hotel, y destacó entre 1990 y 1996 por albergar el primer restaurante KFC de Shanghái.
Desde 1996 el edificio estaba abandonado, hasta que fue alquilado por el Hilton Group en 2009 y transformado en el hotel de lujo Waldorf Astoria Shanghai, que abrió en 2011.